# Canal Cádiz Televisión
Canal Cádiz Televisión fue un canal de televisión español, de emisión para Cádiz. Inició emisiones en 1993, cesando estas en 2007 para dar paso a CRN Cádiz.
Canal Cádiz Televisión emitía seis horas de programación propia diaria. En estas horas emitía dos informativos diarios en directo, centrando la información en los asuntos que acontecían principalmente en el área de cobertura.
En 2007 cesa sus emisiones para dar paso al canal de noticias CRN Cádiz.

## Datos Técnicos
- Sistema: Emisión por Ondas
- Emisión:
  - Formato: Betacam
  - Tarifa: Variables según ofertas, espacios y campañas
  - Horas: 24 horas de emisión continua
- Alcance: Toda la bahía de Cádiz (600.000) espectadores